# Parapasiphae sulcatifrons
Parapasiphae sulcatifrons is een garnalensoort uit de familie van de Pasiphaeidae. De wetenschappelijke naam van de soort is voor het eerst geldig gepubliceerd in 1884 door Smith.